# Asfalt

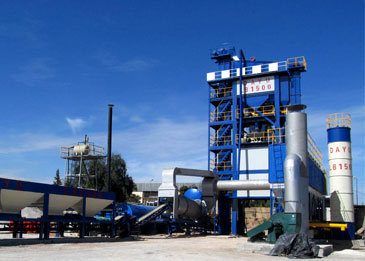
Instalație de producere a asfaltului.

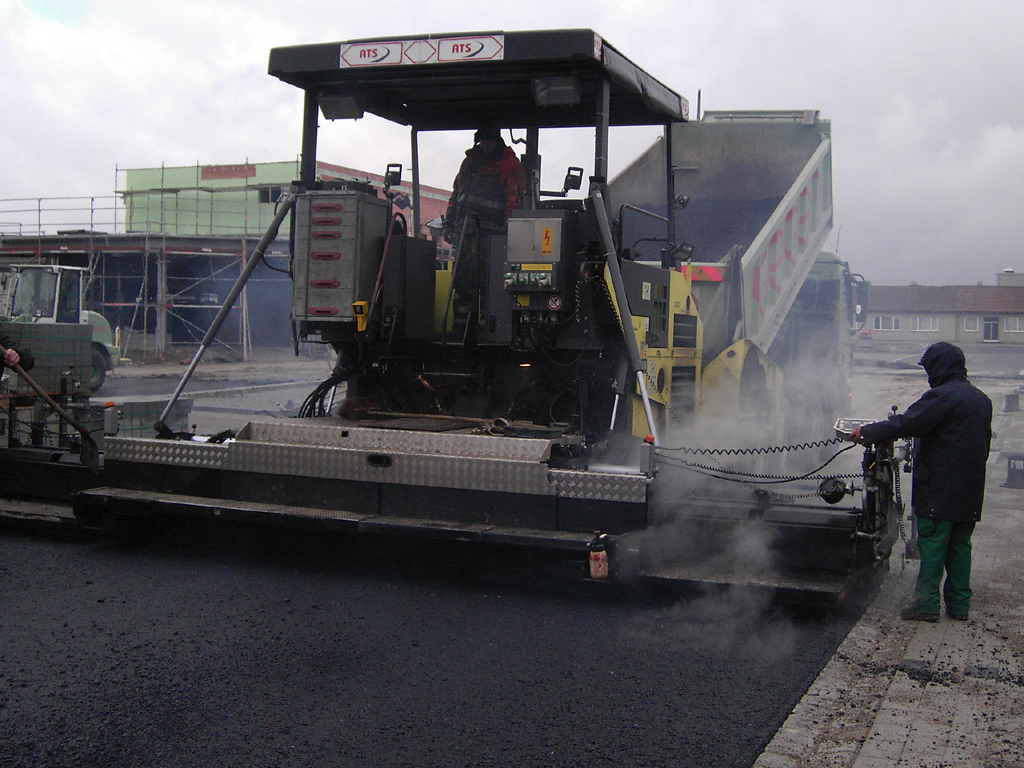
Operațiune de asfaltare.

Asfaltul (în greacă ασφαλτος, ásphaltos — rezistent) definește un amestec natural sau artificial format din bitum, o rocă sedimentară, brună-neagră, formată prin bituminizarea unor substanțe organice sau prin oxidarea și polimerizarea petrolului, și pietriș, utilizat la pavarea (asfaltarea) drumurilor sau consolidarea fundamentelor unor construcții mari.
Din motive tehnice și economice, asfaltul se aplică în mai multe straturi (strat de bază, binder, strat de uzură), care pot alterna cu straturi de beton. Grosimea acestor straturi depinde de gradul de solicitare (presiune, erodare) la care este supus.
Asfaltul poate fi natural sau artificial:
- În stare naturală, este un silico-calcar maro închis impregnat cu bitum.
- În stare artificială, este un amestec de bitum, obținut din distilarea petrolului, și particule fine de agregate.